# Terry Moore (aktorka)
Terry Moore; właściwie Helen Luella Koford (ur. 7 stycznia 1929 w Glendale) – amerykańska aktorka, która zaczynała karierę jako dziecko. Była nominowana do Oscara za drugoplanową rolę w filmie Wróć, mała Shebo (1952).

## Kariera
W filmach występowała od 11 roku życia. W 1948 podpisała kontrakt z wytwórnią Columbia Pictures i od tej pory używała pseudonimu Terry Moore. Za drugoplanową rolę w dramacie Wróć, mała Shebo (1952) otrzymała nominację do Oscara. W 1953 zagrała główną rolę w filmie Eli Kazana Człowiek na linie. Zaowocowało to podpisaniem przez aktorkę umowy z wytwórnią 20th Century Fox. W okresie tym wystąpiła m.in. z Fredem Astairem  w musicalu komediowym Tajemniczy opiekun (1955)  oraz filmie Peyton Place (1957). W późniejszym okresie kariery nie zagrała już bardziej znaczących ról, choć regularnie występowała zarówno w filmie, telewizji i teatrze.

## Życie prywatne
Była pięciokrotnie mężatką z:
- Glenn Davis (1951 – 1952, rozwód);
- Eugene McGrath (1956 – 1959, rozwód);
- Stuart Cramer (1959 – 1970, rozwód), 2 dzieci, m.in. syn Grant;
- Richard Carey (1979 – 1980, rozwód);
- Jerry Rivers (1992 – 2001, jego śmierć)

Pozostawała także w związku z miliarderem Howardem Hughesem. Według relacji Moore w 1949 zawarli związek małżeński. Ślubu miał im udzielić kapitan statku na wodach międzynarodowych. Twierdziła, że Hughes zniszczył dziennik pokładowy w którym odnotowano małżeństwo, i że rozstali się w 1956. Formalnie nigdy się nie rozwiedli, choć pozostawali w innych związkach małżeńskich.

## Wybrana filmografia
Filmy:
- Maryland (1940) jako dziewczyna

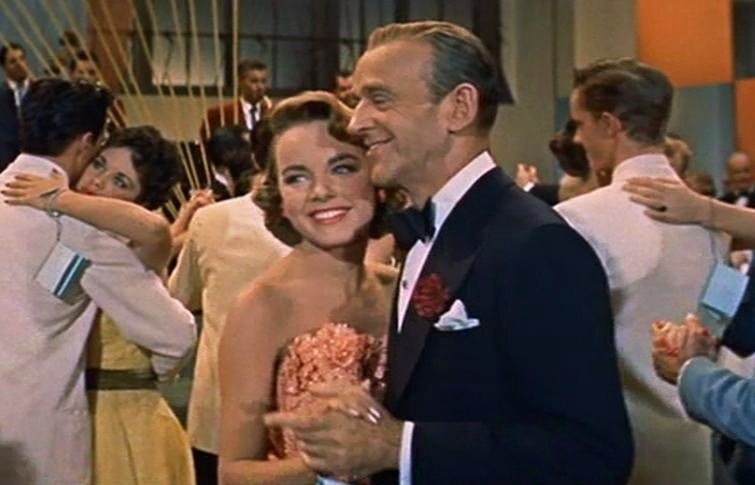
Terry Moore i Fred Astaire w scenie z filmu Tajemniczy opiekun (1955)

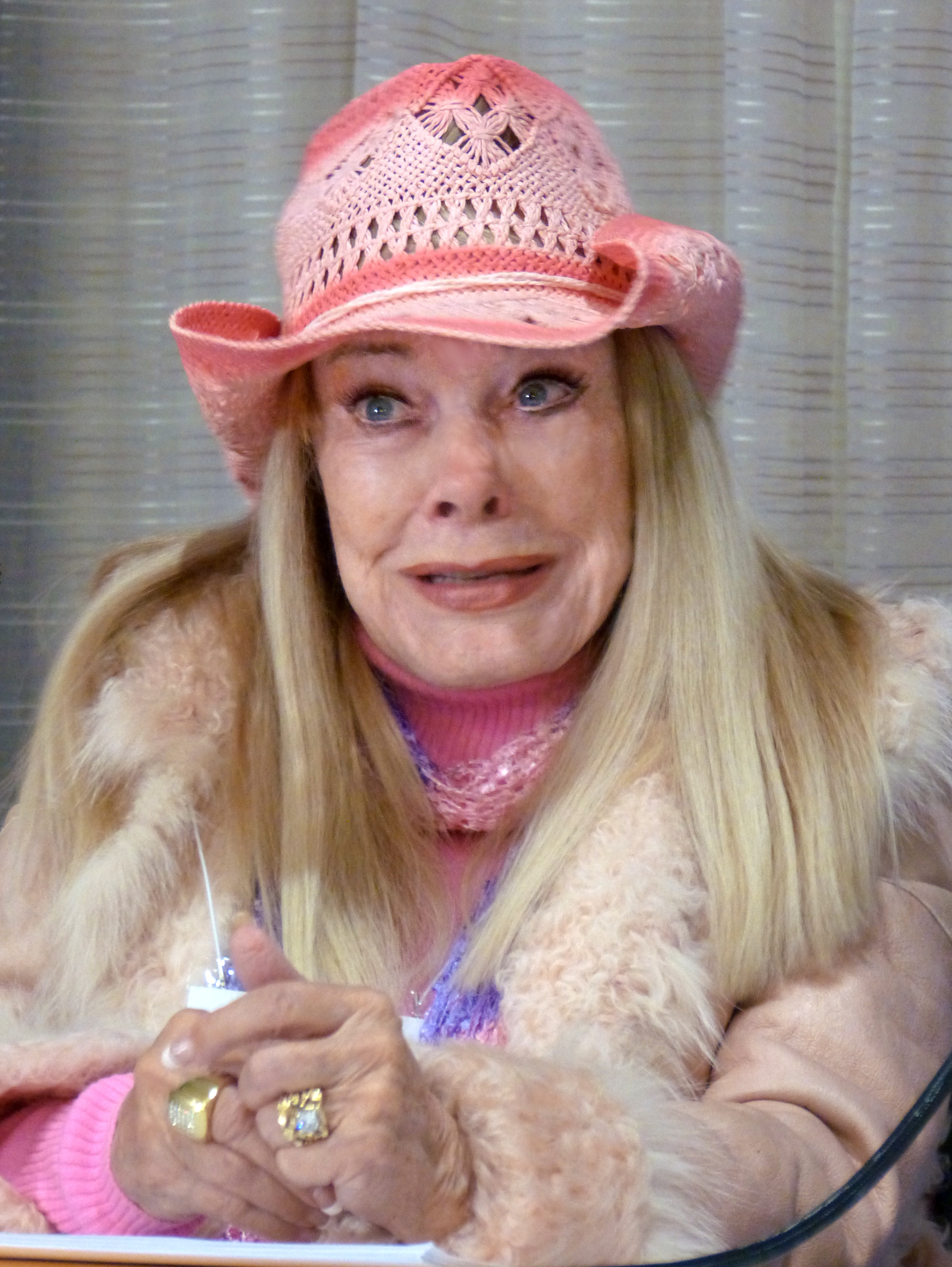
Terry Moore w 2015

- Howardowie z Wirginii (1940) jako dziewczyna z sąsiedztwa
- My Gal Sal (1942) jako Carrie Dreiser
- Trumna pod sufitem (1942) jako młoda wielbicielka magika
- Od kiedy cię nie ma (1944) jako dziecko uchodźcy w pociągu
- Gasnący płomień (1944) jako Paula Alquist w wieku 14 lat
- Pod zegarem (1945) jako dziewczyna w muzeum
- Syn Lassie (1945) jako Thea
- Wielki Joe (1949) jako Jill Young
- Gwiazdkowy prezent (1950) jako Rosalinda Amendola
- Wróć, mała Shebo (1952) jako Marie Buckholder
- Człowiek na linie (1953) jako Tereza Černík
- W głębinach (1953) jako Gwyneth Rhys
- Tajemniczy opiekun (1955) jako Linda Pendleton
- Między niebem a piekłem (1956) jako Jenny Gifford
- Peyton Place (1957) jako Betty Anderson
- Rzucić długi cień (1959) jako Janet Calvert
- Czarne ostrogi (1965) jako Anna Elkins
- Drugie ujęcie (1982) jako zamężna kobieta
- Ahoj dziewczyny (1989) jako mistrzyni
- Urwisy z Hollywood (1989) jako Veronica
- Marilyn i ja (1991) jako kobieta na pogrzebie Johnny'ego Hyde'a
- Drugi start (1998) jako Dallas Taylor Judd
- Wielki Joe (1998) jako elegancka kobieta na przyjęciu
- Ostatnia podróż (1999) jako Christina
- Zabij swoich ukochanych (2006) jako Ella Toscana
- Ratujmy Florę (2018) jako Sylvia

Seriale TV:
- Rawhide (1959-65) jako Dallas Storm (gościnnie; 1959)
- Prawo Burke’a (1963-66) jako Nikki Manners/Felice Knight/Sarah Kingston (gościnnie; 1963 i 1965)
- Batman (1966-68) jako Venus (gościnnie w 3 odcinkach z 1967)
- Bonanza (1959-73) jako Lydia Yates (gościnnie; 1970)
- Statek miłości (1977-86) jako pani Clark/Valerie Frasier (gościnnie; 1980 i 1984)
- Wyspa Fantazji (1977-84) jako Audrey Wilkins (gościnnie; 1983)
- Nieustraszony (1982-86) jako Molly Friedrich  (gościnnie; 1983)
- Napisała: Morderstwo (1984-96) jako Florence (gościnnie; 1991)
- Detektyw (2014-24) jako Lilly Hill (gościnnie; 2014)
- Ray Donovan (2013-20) jako Nazani Minassian (gościnnie; 2016)